# يوهان ياكوب هيرتسوغ
يوهان ياكوب هيرتسوغ هو مؤرخ وأستاذ جامعي سويسري، ولد في 12 سبتمبر 1805 في بازل في سويسرا، وتوفي في 30 سبتمبر 1882 في إرلنغن في ألمانيا.

## وصلات خارجية
- يوهان جاكوب هيرتسوغ على موقع الموسوعة البريطانية (الإنجليزية)